# Mycomya trivittata
Mycomya trivittata är en tvåvingeart som först beskrevs av Zetterstedt 1838.  Mycomya trivittata ingår i släktet Mycomya och familjen svampmyggor.
Artens utbredningsområde är Sverige. Arten är reproducerande i Sverige. Inga underarter finns listade i Catalogue of Life.